# Finale de la Coupe d'Europe des vainqueurs de coupe 1973-1974
La finale de la Coupe d'Europe des vainqueurs de coupe 1973-1974 est la 14e finale de la Coupe d'Europe des vainqueurs de coupe, organisée par l'UEFA. Ce match de football a lieu le 8 mai 1974 au Stadion Feijenoord de Rotterdam, aux Pays-Bas.
Elle oppose l'équipe est-allemande du FC Magdebourg aux Italiens de l'AC Milan. Le match se termine par une victoire des Magdebourgeois sur le score de 2 buts à 0, ce qui constitue leur premier sacre dans la compétition ainsi que leur premier titre européen.
Il s'agit de l’unique victoire d'un club d'Allemagne de l'Est en coupe d'Europe.

## Parcours des finalistes
Note : dans les résultats ci-dessous, le score du finaliste est toujours donné en premier (D : domicile ; E : extérieur).
| FC Magdebourg      | FC Magdebourg | FC Magdebourg | FC Magdebourg |                     | AC Milan                 | AC Milan | AC Milan  | AC Milan  |
| ------------------ | ------------- | ------------- | ------------- | ------------------- | ------------------------ | -------- | --------- | --------- |
| Adversaire         | Total         | Aller         | Retour        | Tour                | Adversaire               | Total    | Aller     | Retour    |
| NAC Breda          | 2 - 0         | 0 - 0 (E)     | 2 - 0 (D)     | Seizièmes de finale | Dinamo Zagreb            | 4 - 1    | 3 - 1 (D) | 1 - 0 (E) |
| Baník Ostrava      | 3 - 2         | 0 - 2 (E)     | 3 - 0 (D)     | Huitièmes de finale | Rapid Vienne             | 2 - 0    | 0 - 0 (D) | 2 - 0 (E) |
| Beroe Stara Zagora | 3 - 1         | 2 - 0 (D)     | 1 - 1 (E)     | Quarts de finale    | PAOK Salonique           | 5 - 2    | 3 - 0 (D) | 2 - 2 (E) |
| Sporting CP        | 3 - 2         | 1 - 1 (E)     | 2 - 1 (D)     | Demi-finales        | Borussia Mönchengladbach | 2 - 1    | 2 - 0 (D) | 0 - 1 (E) |

## Match
| ·             |                       |  |
| Titulaires :  |                       |  |
|               |                       |  |
| 1             | Ulrich Schulze (en)   |  |
| 2             | Detlef Enge (en)      |  |
| 3             | Manfred Zapf          |  |
| 4             | Helmut Gaube (de)     |  |
| 5             | Wolfgang Abraham (en) |  |
| 6             | Jürgen Pommerenke     |  |
| 7             | Wolfgang Seguin       |  |
| 8             | Axel Tyll             |  |
| 9             | Detlef Raugust        |  |
| 10            | Jürgen Sparwasser     |  |
| 11            | Martin Hoffmann       |  |
|               |                       |  |
| Remplaçants : |                       |  |
| 12            | Hans-Werner Heine     |  |
| 15            | Jörg Ohm (en)         |  |
| 14            | Siegmund Mewes        |  |
| 13            | Hans-Jürgen Hermann   |  |
|               |                       |  |
| Entraîneur :  |                       |  |
| Heinz Krügel  |                       |  |

| ·                   |                         |     |
| Titulaires :        |                         |     |
|                     |                         |     |
| 1                   | Pierluigi Pizzaballa    |     |
| 2                   | Angelo Anquilletti      |     |
| 3                   | Giuseppe Sabadini       |     |
| 4                   | Enrico Lanzi            |     |
| 5                   | Karl-Heinz Schnellinger |     |
| 6                   | Aldo Maldera            |     |
| 7                   | Carlo Tresoldi (en)     |     |
| 8                   | Romeo Benetti           |     |
| 9                   | Alberto Bigon           |     |
| 10                  | Gianni Rivera           |     |
| 11                  | Franco Bergamaschi (en) | 60e |
|                     |                         |     |
| Remplaçants :       |                         |     |
| 12                  | Villiam Vecchi (en)     |     |
| 15                  | Dario Dolci (en)        |     |
| 13                  | Ottavio Bianchi         |     |
| 14                  | Giorgio Biasiolo (en)   |     |
| 16                  | Alessandro Turini (en)  | 60e |
|                     |                         |     |
| Entraîneur :        |                         |     |
| Giovanni Trapattoni |                         |     |

| ·             |                       |  |
| Titulaires :  |                       |  |
|               |                       |  |
| 1             | Ulrich Schulze (en)   |  |
| 2             | Detlef Enge (en)      |  |
| 3             | Manfred Zapf          |  |
| 4             | Helmut Gaube (de)     |  |
| 5             | Wolfgang Abraham (en) |  |
| 6             | Jürgen Pommerenke     |  |
| 7             | Wolfgang Seguin       |  |
| 8             | Axel Tyll             |  |
| 9             | Detlef Raugust        |  |
| 10            | Jürgen Sparwasser     |  |
| 11            | Martin Hoffmann       |  |
|               |                       |  |
| Remplaçants : |                       |  |
| 12            | Hans-Werner Heine     |  |
| 15            | Jörg Ohm (en)         |  |
| 14            | Siegmund Mewes        |  |
| 13            | Hans-Jürgen Hermann   |  |
|               |                       |  |
| Entraîneur :  |                       |  |
| Heinz Krügel  |                       |  |

| ·                   |                         |     |
| Titulaires :        |                         |     |
|                     |                         |     |
| 1                   | Pierluigi Pizzaballa    |     |
| 2                   | Angelo Anquilletti      |     |
| 3                   | Giuseppe Sabadini       |     |
| 4                   | Enrico Lanzi            |     |
| 5                   | Karl-Heinz Schnellinger |     |
| 6                   | Aldo Maldera            |     |
| 7                   | Carlo Tresoldi (en)     |     |
| 8                   | Romeo Benetti           |     |
| 9                   | Alberto Bigon           |     |
| 10                  | Gianni Rivera           |     |
| 11                  | Franco Bergamaschi (en) | 60e |
|                     |                         |     |
| Remplaçants :       |                         |     |
| 12                  | Villiam Vecchi (en)     |     |
| 15                  | Dario Dolci (en)        |     |
| 13                  | Ottavio Bianchi         |     |
| 14                  | Giorgio Biasiolo (en)   |     |
| 16                  | Alessandro Turini (en)  | 60e |
|                     |                         |     |
| Entraîneur :        |                         |     |
| Giovanni Trapattoni |                         |     |